# Oil Search
Oil Search Limited war die größte Ölfördergesellschaft von Papua-Neuguinea. Das Unternehmen war an allen Ölfelder des Landes beteiligt und zudem auch im Jemen, Tunesien und Irak aktiv.
Der Firmensitz von Oil Search, die sowohl Lagerstättenerkundung als auch Ölförderung betreibt, befand sich in Port Moresby in Papua-Neuguinea.
Gegründet wurde die Ölfördergesellschaft 1929. Sie war eine der größten Gesellschaften des Landes und erwirtschaftete 2006 13 Prozent des Bruttosozialprodukts von Papua-Neuguinea.
Die Gesellschaft ist an der Port Moresby Stock Exchange und Australian Stock Exchange gelistet, in Australien im S&P/ASX 50. Die Marktkapitalisierung betrug 2010 neun Milliarden US-Dollar. Einen Anteil von 15 Prozent hält die Regierung von Papua-Neuguinea, wofür dieser Staat 2006 eine Dividende von acht Millionen US-Dollar erhielt. Weitere bedeutende Anteilseigner waren im März 2011 JPMorgan mit mehr als 20 Prozent und HSBC mit etwa weniger als 20 Prozent.
Im Dezember 2021 fusionierte sie mit dem Öl- und Gasförderunternehmen Santos.